# Tuy Hòa
Tuy Hòa is een stad in Vietnam en is de hoofdplaats van de provincie Phú Yên. Tuy Hòa telt naar schatting 73.000 inwoners.

## Geboren
- Trần Hiếu Ngân (1974), taekwondoka en olympisch deelnemer